# Reisebüroverfahren
Das Reisebüroverfahren ist ein Verfahren, das die Beantragung von Visa vereinfacht.
Anstatt persönlich bei der Auslandsvertretung (Botschaft/Konsulat) des Landes vorzusprechen, das besucht werden soll, können alle Teilnehmer einer Gruppenreise ihre Unterlagen beim Reisebüro einreichen, das die Reise organisiert. Das Reisebüro muss dazu bei der Botschaft akkreditiert sein.

## Vorteile
- Weniger Aufwand für den Reisenden: Häufig gibt es nur eine Auslandsvertretung in der Hauptstadt. Die Anreise dorthin ist teuer und zeitaufwändig.
- Förderung des Tourismus
- Weniger Aufwand für die Botschaft: Das Reisebüro übernimmt die Zusammenstellung der Unterlagen und hilft beim Ausfüllen der Formulare. Damit übernimmt es eine gewisse Vorprüfung der Vollständigkeit der Antragsformulare. Dies senkt die Arbeitsbelastung der Botschaft, die sich nun darauf konzentrieren kann, über den Antrag zu entscheiden.

## Nachteile
- Da ein Reisender nicht mehr persönlich bei der Botschaft vorsprechen muss, wird seine Identität nicht mehr von der Botschaft geprüft. Das Verfahren kann daher von Reisebüros in krimineller Absicht genutzt werden, um Menschen ins Zielland der Gruppenreise zu schleusen. Anstatt das Zielland nur zu besuchen, kehren die Reiseteilnehmer in diesen Fällen nicht mehr heim. Siehe auch: Menschenhandel

Das Reisebüroverfahren wurde von Deutschland ab Anfang 2000 genutzt, um die Einreise aus der Ukraine zu vereinfachen. Als die Anzahl der Reisenden zu stark stieg und es Hinweise auf erhöhte Schleuserkriminalität gab, wurde in der zweiten Hälfte des Jahres 2001 das Verfahren wieder ausgesetzt. Siehe auch: Visa-Affäre und Volmer-Erlass.
Seit 1. September 2004 führt Deutschland das Reisebüroverfahren in der Volksrepublik China für Reisen in den Schengen-Raum. Auch hier wird bereits ein starker Anstieg der Anzahl der Reisenden beobachtet.